# Ramos (eiland)

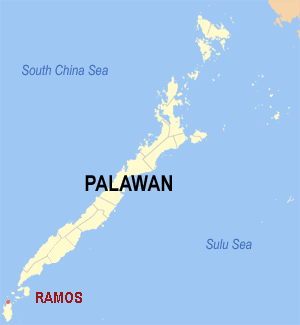

Ramos is een eiland in de Filipijnen. Het ligt ten noorden van het eiland Balabac en behoort tot de provincie Palawan. 

## Geografie

### Bestuurlijke indeling
Het eiland Ramos is ingedeeld in de provincie Palawan, behoort tot de gemeente Balabac en bestaat uit een enkele barangay genaamd Ramos. Deze barangay omvat daarnaast ook nog enkele kleinere eilanden rond het eiland Ramos.

### Topografie
Het eiland is van noord naar zuid maximaal zes kilometer breed van oost naar west maximaal zeven kilometer lang.